# Mr Beans semester
Mr Beans semester (engelska: Mr. Bean’s Holiday) (även känd som Bean 2, Bean på semester och Bean i Frankrike) är en komedifilm från 2007 med Rowan Atkinson som Mr Bean som hade premiär i Storbritannien den 30 mars 2007 och den 24 augusti i USA och Kanada. Det är den andra filmen baserad på TV-serien om Mr Bean och en fristående fortsättning på långfilmen Bean – den totala katastroffilmen från 1997. Rowan Atkinson har sagt att detta förmodligen var hans sista framträdande som den populära karaktären.

## Publicering
Nyheten om att det skulle komma en andra film startade i början av 2005. Förslaget var att Steve Bendelack skulle skriva den, men Atkinson sade i december 2005 att manuskriptet skulle vara skrivet av honom själv och Richard Curtis. Till slut visade det sig att manuskriptet var skrivet av Atkinson, Robin Driscoll, Simon McBurney och Hamish McColl. Dessutom sade Atkinson att Mr Beans semester förmodligen skulle bli den sista Mr Bean-historien han gjorde och medverkade i. Men han sade också: ”Never say never” (’man ska aldrig säga aldrig’), dock med avslutningen att det var väldigt liten chans att han skulle återkomma med Mr Bean igen.
Till skillnad från 1997 års film som var regisserad av Mel Smith var Mr Beans semester regisserad av Steve Bendelack.
Det var den officiella filmen för Red Nose Day 2007, med pengar från filmen som gick till välgörenhetsgalan Comic Relief. I samband med den nya filmen som kom så gjordes det även en helt ny Mr Bean-sketch som framfördes på Comic Relief-galan samt i BBC One den 16 mars 2007. Filmens officiella premiär ägde rum på Leicester Square’s Odeon i London söndagen den 25 mars, och hjälpte till att ge pengar till både Comic Relief och till The Oxford Children’s Hospital Appeal charity.
Universal Pictures släppte en trailer i november 2006, och i december samma år öppnade den officiella hemsidan.

## Handling
En vanlig dag i England vinner Mr Bean, till sin stora glädje, första pris i en lokal tävling. Priset är en videokamera och en semestervecka i Cannes, mitt under den hektiska filmfestivalen där den amerikanska regissören Carson Clay ska visa sin senaste film "Playback Time". Efter många om och men så kommer Mr Bean till Gare de Lyon och på tåget därifrån möter han den ryske regissören Emil Dachevskys son, Stepan, och de båda blir först motvilligt vänner men sedan ställer de upp för varandra i kampen om att komma till Cannes i tid för att överlämna Stepan till sin far.

## Roller
| Skådespelare          | Karaktär                           |
| --------------------- | ---------------------------------- |
| Rowan Atkinson        | Mr Bean                            |
| Emma de Caunes        | Sabine                             |
| Jean Rochefort        | Kypare på Le Train Bleu Restaurant |
| Karel Roden           | Emil Datjevski                     |
| Max Baldry            | Stepan Datjevski                   |
| Willem Dafoe          | Carson Clay                        |
| Steve Pemberton       | Präst                              |
| Lily Atkinson         | Lily med stereon                   |
| Preston Nyman         | Pojke med tåget                    |
| Sharlit Deyzac        | Skötare                            |
| Francois Touch        | Man med dragspel                   |
| Philippe Spall        | Fransk journalist                  |
| Antoine de Caunes     | TV-presentatör                     |
| Clint Dyer            | Luther                             |
| Catherine Hosmalin    | SNCF:s biljettkontrollant          |
| Gilles Gaston-Dreyfus | SNCF                               |
| Urbain Cancelier      | Busschaufför                       |
| Eric Naggar           | Självmordsbenägen man              |